# Martina (higo)
Martina es un cultivar de higuera de tipo higo común Ficus carica, unífera de higos de epidermis con color de fondo negro reluciente y el sobrecolor morado oscuro o negro. Se cultiva en la colección de higueras de Montserrat Pons i Boscana en Llucmajor, Islas Baleares.

## Sinonimia
- „Porquenya Negra“ en Islas Baleares,[3][5][6]

## Historia
Actualmente la cultiva en su colección de higueras baleares Montserrat Pons i Boscana, rescatada de un ejemplar o higuera madre en el término de Lloret de Vistalegre donde el cultivo de las higueras tiene un arraigo tradicional.
En cuanto al origen de su denominación, esté denominada con nombre propio de mujer o tal vez con el femenino de "Martí", parece ser originaria de Sant Joan.

## Características
La higuera 'Martina' es una variedad unífera de tipo higo común. Árbol de mediano desarrollo, con copa redondeada, y el ramaje denso alargado. Sus hojas son en su inmensa mayoría de 3 lóbulos (casi 100%) y algunas enteras. Sus hojas con dientes presentes y márgenes serrados, con abundante pilosidad en el envés y ángulo peciolar obtuso. Los higos 'Martina' tienen una forma de pera, bastante asimétricos y uniformes en las dimensiones, pequeños, con facilidad de desprendimiento. La yema apical es cónica de color amarillo.
Los higos 'Martina' son de unos 18 gramos en promedio, de epidermis de grosor delgado, con poca facilidad de pelado, cuando maduro de color de fondo negro reluciente con sobre color morado oscuro o negro. Ostiolo de 0 a 2 mm con escamas medias rojizas que pasa casi desapercibido. Pedúnculo de 3 a 5 mm cilíndrico rojo oscuro. Grietas ausentes o reticulares escasas y finas. Costillas prominentes. Con un ºBrix (grado de azúcar) de 24, sabor poco dulce, con firmeza mediana baja, con color de la pulpa rojo blanquecino. Con cavidad interna muy pequeña, con aquenios medianos. Los higos maduran sobre el 18 de agosto al 15 de septiembre, siendo poco productiva. Son medianamente resistentes a la lluvia y a los rocíos, y a la apertura del ostiolo.

## Cultivo  y usos
'Martina', de maduración temprana y baja productividad es utilizada para consumo humano de higos en fresco y como seco. Se está tratando de recuperar su cultivo, de ejemplares cultivados en la colección de higueras baleares de Montserrat Pons i Boscana en Llucmajor.